# Cyphia basiloba
Cyphia basiloba är en klockväxtart som beskrevs av Franz Elfried Wimmer. Cyphia basiloba ingår i släktet Cyphia, och familjen klockväxter. Inga underarter finns listade i Catalogue of Life.